# Lyngå
Lyngå er en landsby i Østjylland med 206 indbyggere i byområdet (2021). Lyngå er beliggende fem kilometer vest for Hadsten og 25 kilometer nordvest for Aarhus. Byen ligger i Region Midtjylland og tilhører Favrskov Kommune.
Lyngå er beliggende i Lyngå Sogn og Lyngå Kirke ligger i byen.